# Negele Boran
Negele Boran (albo Neghelle) – miasto w południowej Etiopii. Położone w strefie Guji regionu Oromia, na drodze łączącej Addis Abebę z Dolo Ordo, na wysokości 1475 m n.p.m. Jest ośrodkiem administracyjnym Woredy Liben. Miasto znane jest z buntu żołnierzy etiopskich z 1974, który zapoczątkował wojnę domową w Etiopii. Według danych szacunkowych na rok 2010 liczy 51 682 mieszkańców. Ośrodek przemysłowy.